# César Azpilicueta Tanco
César Azpilicueta Tanco (nascut el 28 d'agost de 1989 a Zizur Nagusia) és un futbolista navarrès que juga com a defensa.
Format al CA Osasuna, va estar deu anys al Chelsea FC, on hi arribà procedent de l'Olympique de Marsella l'estiu del 2012. El seu darrer equip ha estat l'Atlètic de Madrid. És internacional amb la selecció espanyola.

## Selecció estatal
El juny de 2011 formà part de la selecció espanyola de futbol Sub-21 que va guanyar el Campionat d'Europa de futbol sub-21 de 2011, celebrat a Dinamarca.
El juliol del 2012 va ser convocat per la selecció espanyola de futbol per representar Espanya als Jocs Olímpics de Londres 2012, una competició en què el combinat espanyol va caure eliminat en la primera lligueta.
El 27 de maig de 2013, entrà a la llista de 26 preseleccionats per Vicente del Bosque per disputar la Copa Confederacions 2013, i posteriorment el 2 de juny, entrà a la llista definitiva de convocats per aquesta competició.
El 31 de maig de 2014 entrà a la llista de 23 seleccionats per Vicente del Bosque per participar en la Copa del Món de Futbol de 2014; aquesta serà la seva primera participació en un mundial. En cas que la selecció espanyola, la campiona del món del moment, guanyés novament el campionat, cada jugador cobraria una prima de 720.000 euros, la més alta de la història, 120.000 euros més que l'any anterior.
Va ser titular a la final de la Lliga de Nacions de la UEFA 2021 que Espanya va perdre contra França per 1-2.

## Palmarès
Olympique de Marsella
- 2 Copa de la lliga francesa: 2010-11, 2011-12.
- 2 Supercopa de França: 2010, 2011.

Chelsea FC
- 1 Campionat del Món de Clubs: 2021
- 1 Lliga de Campions de la UEFA: 2020-21.
- 2 Lliga Europa de la UEFA: 2012-13, 2018-19.
- 1 Supercopa d'Europa: 2021.
- 2 FA Premier League: 2014-15, 2016-17.
- 1 Copa anglesa: 2017-18.
- 1 Copa de la lliga anglesa: 2014-15.

Selecció espanyola
- 1 Campionat d'Europa sub-19: 2007.
- 1 Campionat d'Europa sub-21: 2011.[16]